# المخيم الكشفي العالمي الرابع عشر
عقد المخيم الكشفي العالمي الرابع في الفترة 29 يوليو - 7 أغسطس 1975، في النرويج في ليلهامر، على شاطئ بحيرة مجوسا.
افتتح المخيم كلاً من الملك أولاف الخامس وهارالد الخامس ملك النرويج، الذي كان آنذاك وليا للعهد وحضر حوالي 17259 كشاف من 94 بلدا. كان شعار المخيم خمسة أصابع والتي تمثل التعاون الدولي من جانب بلدان الشمال الأوروبي الخمس المسؤولة عن تنظيم المخيم.